# Christoph Demmerling
Christoph Demmerling (* 17. August 1963 in Olpe/Westfalen) ist ein deutscher Professor für Theoretische Philosophie an der Friedrich-Schiller-Universität Jena.

## Lebenslauf
Nach dem Abitur am Städtischen Gymnasium in Olpe (Westfalen) studierte Demmerling
von 1983 bis 1988 Philosophie, mit den Nebenfächern Neuere deutsche Literatur und Theoretische Linguistik, an der Universität Konstanz und schloss mit dem Magister-Examen ab. Dem schloss er ein Aufbaustudium in Philosophie an, bevor er 1990 Promotionsstipendiat der Studienstiftung des deutschen Volkes wurde. Nach einem Studien- und Forschungsaufenthalt an der Universität Florenz (1991–92) wurde er 1992 an der Universität Konstanz im Fach Philosophie promoviert. 
Von 1992 bis 1998 war er Wissenschaftlicher Assistent am Lehrstuhl Praktische Philosophie/Ethik des Instituts für Philosophie der TU Dresden. Nach der Habilitation (mit der Lehrbefugnis für das Fach Philosophie) an der Philosophischen Fakultät der TU Dresden war er von 1998 bis 2003 Oberassistent am Institut für Philosophie der TU Dresden. Zwischen 2001 und 2008 nahm er verschiedene Vertretungsprofessuren in Berlin (FU), Frankfurt am Main, Gießen, Leipzig, Marburg und Osnabrück wahr. 2008 bis 2015 war er W3-Professor an der Universität Marburg. 2015 wechselte er auf einen Lehrstuhl für Philosophie mit dem Schwerpunkt Theoretische Philosophie an die Universität Jena.

## Forschungsschwerpunkte
In seinen Arbeiten beschäftigt sich Demmerling mit Problemen der Sprachphilosophie, der Philosophie der Gefühle, der Philosophischen Anthropologie sowie mit Fragen nach den theoretischen Grundlagen der praktischen Philosophie. Sein Philosophieverständnis ist geprägt durch die Auseinandersetzung mit Ludwig Wittgenstein, verschiedenen Spielarten der Phänomenologie und der Kritischen Theorie. Er ist Mitherausgeber der Deutschen Zeitschrift für Philosophie. Im Zentrum von Demmerlings Auseinandersetzung mit sprachphilosophischen Fragen steht eine Kritik an verschiedenen Ansätzen der analytischen Sprachphilosophie sowie die Formulierung einer hermeneutisch und anthropologisch aufgeklärten Philosophie der Sprache, die Prozessen sprachlicher Artikulation und Performanz besondere Aufmerksamkeit widmet. Seine Untersuchungen zur Philosophie der Gefühle stehen u. a. im Kontext der Frage, wie nicht-sprachliche Prozesse des Verstehens vor dem Hintergrund klassischer sprachphilosophischer Fragestellungen aufzufassen sind.

## Schriften (Auswahl)

### Monographien
- Sprache und Verdinglichung. Wittgenstein, Adorno und das Projekt einer kritischen Theorie. Suhrkamp, Frankfurt am Main 1994.
- Grundprobleme der analytischen Sprachphilosophie. Von Frege zu Dummett. (Mitautor: Thomas Blume). UTB/Schöningh, Paderborn 1998.
- Sinn, Bedeutung, Verstehen. Untersuchungen zu Sprachphilosophie und Hermeneutik. mentis, Paderborn 2002.
- Philosophie der Gefühle. Von Achtung bis Zorn. (Mitautorin: Hilge Landweer). Metzler, Stuttgart/Weimar 2007.

### Sammelbände
- Vernunftkritik nach Hegel. Analytisch-kritische Interpretation zur Dialektik. (Mitherausgeber: Friedrich Kambartel). Suhrkamp, Frankfurt am Main 1992.
- Vernunft und Lebenspraxis. Philosophische Studien zu den Bedingungen einer rationalen Kultur. (Mitherausgeber: Gottfried Gabriel und Thomas Rentsch). Suhrkamp, Frankfurt am Main 1995.
- Die Gegenwart der Gerechtigkeit. Diskurse zwischen Recht, Philosophie und Politik. (Mitherausgeber: Thomas Rentsch). Akademie, Berlin 1995
- Wahrheit, Wissen und Erkenntnis in der Literatur. Philosophische Beiträge. (Mitherausgeberin: Ingrid Vendrell Ferran). De Gruyter, Berlin 2014